# Артюх В'ячеслав Олексійович
В’ячеслав Олексійович Артюх (*нар. 1 лютого 1964, село Саї, Липоводолинський район, Сумська область*) — український історик та філософ. Спеціаліст з історії української філософської думки, філософсько-історичної проблематики. Доцент кафедри історії, правознавства та методики навчання Глухівського національного педагогічного університету імені Олександра Довженка.

## Життєпис
Народився в родині службовців. Закінчив Капустинську середню школу (1982). Вищу освіту здобув у Сумському державному педагогічному інституті ім. А. С. Макаренка за спеціальністю «Історія та педагогіка» (1982–1987).
Аспірантура та докторантура — філософський факультет Київського національного університету імені Тараса Шевченка (1997–2000, 2005–2008). У 2001 році захистив дисертацію «Природа національного міфу: історико-філософський контекст» на здобуття наукового ступеня кандидата філософських наук за спеціальністю 09.00.05 - історія філософії. Вчене звання — доцент (2004).
Працював у:
- Сумському державному педагогічному університеті ім. А. С. Макаренка (1992–2002);
- Сумському державному університеті (2002–2020);
- Міжрегіональній академії управління персоналом (2001–2008);

- з 2023 — у Глухівському національному педагогічному університеті імені Олександра Довженка.

Один із засновників Народного руху України за перебудову в Сумах (1989–1990). Член товариства Просвіта та Національної спілки краєзнавців України. Редактор сайту «Сумський історичний портал».

## Наукова діяльність
Коло наукових інтересів становлять актуальні проблеми історії української філософської думки. Останнім часом активно вивчає феномен української історіософії ХІХ-ХХ століть. У 2010 році вийшла монографія, у якій поданий цілісний образ української історіософії. Цікавиться також питаннями історичної регіоналістики. У 2022 році був виданий збірник документів , а в 2024 році й монографія, де розкривається специфіка функціонування культурно-освітнього товариства "Просвіта" на території сучасної Сумщини. Автор понад 120 публікацій, включно з монографіями, навчальними посібниками, антологіями. Брав участь в укладанні документальних збірників та редактурі краєзнавчих видань. 

## Основні публікації
- Артюх В. Тяглість історії й історія тяглості: українська філософсько-історична думка першої половини ХХ століття: монографія. Суми, 2024. 394 с.
- Українська історіософія (ХІХ–ХХ ст.): антологія: у 2 частинах / упорядник В. Артюх. Суми, 2011. Ч. 1. 250 с.; Ч. 2. 271 с.
- Інакодумство на Сумщині. Збірник документів та матеріалів (1955–1990) / упорядники: Артюх В. О., Іванущенко Г. М., Садівничий В. О. Суми, 2012. 300 с.
- Товариство "Просвіта" на Сумщині. Документи і матеріали: у 2 т. / упорядники В. О. Артюх, Г. М. Іванущенко. Суми, 2022. Т. 1. 436 с.; Т. 2. 360 с.
- Артюх В. "Просвіти" Сумщини в 1917-1923 роках: монографія. Суми, 2024. 222 с.
- Артюх В., Тимошенко Ю. Історія української філософсько-історичної думки: навчальний посібник. К., 2025. 200 с.
- Слов’янські вірування. Писемні джерела до вивчення курсу «Релігієзнавство» для студентів гуманітарного факультету денної форми навчання / укладач В. О. Артюх. Суми, 2009. 130 с.
- Артюх В. Як став можливим український філософський процес? // Філософія освіти. 2014. № 1 (14). С. 296–310.

- Wiaczeslaw Artiuch. Swiatipogladowe zasady badan historyczno-filozoficznych Dmytra Czyzewskiego // Studia Warminskie. Olsztyn, 2016. T. 53. S. 55–66.
- Vyacheslav Artyukh. Elements of positivism in the Ukrainian philosophy and culture of the second half of the 19th century // Studia Historiae Scientiarum. Kraków, 2017. T. 16. S. 123–144.
- Артюх В. Творення культу Тараса Шевченка на теренах Сумщини в роки Української революції (1917–1921) // Сумська старовина. 2020. № LVI. C. 38–57.
- Артюх В. Національні образи Григорія Сковороди // Філософська думка. 2022. № 4. С. 91-104.
- Артюх В. Типологічні риси історичного міфу // Сумська старовина. 2023. № LXIII. С. 68-75.